# 子連れ狼 死に風に向う乳母車
『子連れ狼 死に風に向う乳母車』（こづれおおかみ しにかぜにむかううばぐるま）は、1972年9月に公開された日本映画。勝プロダクション製作、若山富三郎主演の映画版『子連れ狼』の第3作。

## あらすじ
刺客・子連れ狼と呼ばれる元公儀介錯人・拝一刀とその一子・大五郎。一刀は渡り徒士・孫村官兵衛に立会いを求められるが、官兵衛を真の武士と見た一刀は刀を交える前に「分け」とした。
一刀親子は女衒の文句松を殺してしまった少女をかくまった。その少女は木颪の酉蔵一家に女郎として売られていたのが、少女の持つ位牌を見た一刀は引渡しを求める酉蔵の申し出を拒む。一刀は代償として少女の代わりに女郎の責めである「水責め」と「ぶりぶり」にかけられることを承知する。
少女を解放した一刀は酉蔵とその父・三浦帯刀から刺客依頼を受ける。相手は天領代官・猿渡玄蕃。用心棒二人を一刀に斬られ、自身が狙われていることを知った猿渡は近隣の藩から応援を頼み地蔵ヶ原で一刀を迎え撃つ。そこには一刀に真の武士道とは如何なるものかを尋ねたい、官兵衛の姿があった。

## 出演者
- 拝一刀：若山富三郎
- 孫村官兵衛：加藤剛
- 木颪の酉蔵：浜木綿子
- 猿渡玄蕃：山形勲
- 板倉内膳正：水島道太郎
- 柳生の侍：中谷一郎
- 拝大五郎：富川晶宏
- お松：加藤小夜子
- 三浦帯刀：浜村純
- 朽木六兵衛：草野大悟
- 赤だれ左門：和崎俊哉
- 文句松：名和広
- 宿役人：梅津栄[1]
- 浪徳：伊達三郎[1]
- 十貫：山谷初男[1]
- 兵助：小田部通麿[1]
- 堀北幸夫
- 出羽守氏重：坂口徹[1]
- 岩田正
- 番太：白羽大介[1]
- 異造：秋山勝俊[1]
- 伊吹新吾
- 与助：安藤直樹[1]
- お幸：芦沢孝子[1]
- 阿波地大輔
- 志賀勝
- 寺内文夫
- 菊野昌代士
- 馬場勝義
- 糸：荒川弘子[1]

## スタッフ
- 製作：勝新太郎、松原久晴
- 原作：小池一雄、小島剛夕
- 脚本：小池一雄
- 監督：三隅研次
- 助監督：鍋井敏宏
- 撮影：牧浦地志
- 音楽：桜井英顕
- 主題歌：歌・若山富三郎（作詞：小池一雄、作曲：かまやつひろし、編曲：葵まさひこ）[2][5]
- 美術：西岡善信
- 録音：林土太郎
- 照明：美間博
- 編集：谷口登司夫

## 製作
オープニングクレジットの後、茶屋で十貫（山谷初男）ら3人の渡り徒士が「ちぇっ、渋皮の抜けたような女か娘は通らないのかよ」「道々女を物色しながらのんびりと行こうぜ」「俺たちの楽しみは女をこますぐらいのもんだ」「街道を通る女なら、ほとんどが、やり得、やり逃げのきくっていうのが渡り徒士のいいとこなんだぜ」「何にも取りゃしねえ、ちょっと使わせてもらうだけだ」「なーに、使ったって減るもんじゃねえし、かえって使やあ使うほど具合がよくなるって…」などと、女衒・文句松（名和宏）が買った少女に「一生どん百姓で暮らすより、花咲かして、男たちにちやほやされるのは女冥利に尽きるってもんだ」などと今日では脚本段階でNGと見られる台詞がある。
エンディングに落とした首目線で地面を転がる描写がある。オーラスはセリフイメージとは違った若山富三郎の美声が聴ける。快楽亭ブラックは「マカロニウエスタン風の主題歌」と表現しているが、それとも違う何ともいいようのない曲調の楽曲。

## 作品の評価
- 快楽亭ブラックは「シリーズ3作目があっしは一番好きだ。ラストに流れるかまやつひろし作曲で若山富三郎が歌うマカロニウエスタン風の主題歌の格好良いの何のって。あっしはこの曲を聞く度にシビレてしまう」などと評価している[5]。

## 併映作品
- 『新座頭市物語 折れた杖』: 勝新太郎監督